# Bèuluec (Ardecha)
Beaulieu és un municipi francès, situat al departament de l'Ardecha i a la regió d'Alvèrnia-Roine-Alps.